# مينورو كيهارا
مينورو كيهارا هو سياسي ياباني، ولد في 12 أغسطس 1969 في كوماموتو في اليابان. نشط حزبياً في الحزب الليبرالي الديمقراطي الياباني. في الانتخابات العامة اليابانية 2017، انتخب عضو مجلس النواب الياباني ‏ عن دائرة Kumamoto 1st district ‏ وقد انضم خلال فترته النيابية ‏ (22 أكتوبر 2017 – ) للكتلة البرلمانية الحزب الليبرالي الديمقراطي الياباني وانتخب عضو مجلس النواب الياباني ‏ عن دائرة Kumamoto 1st district ‏ وقد انضم خلال فترته النيابية ‏ للكتلة البرلمانية الحزب الليبرالي الديمقراطي الياباني.

## وصلات خارجية
- الموقع الرسمي